# لوسيو
لوسيمار دا سيلفا فيريرا (بالبرتغالية: Lucimar Ferreira da Silva) ويُسمى اختصارًا بـ لوسيو (Lúcio)، من مواليد 8 مايو 1978، لاعب كرة قدم برازيلي سابق، وهو أحد اللاعبين الفائزين بكأس العالم لكرة القدم 2002. يعتبر لوسيو من أفضل المدافعين في العالم ويمتاز بطول قامته التي تصل إلى 1.88 م والتي كثيرا ماسجل برأسيته المثير من الأهداف كما يمتاز بالتسديد القوي ويمتاز لوسيو أيضا بميولته الهجومية فعادة يشارك في الهجمات المعاكسة ويقودها في بعض الأحيان.

## مسيرته الكروية

### بداياته
بدأ لوسيو مسيرته مع نادي غوارا، قبل أن يوقع مع نادي إنترناسيونال البرازيلي كأول محطة احترافية في مسيرته في 1997.

### باير ليفركوزن
في يناير 2001، انتقل لوسيو إلى باير ليفركوزن الألماني، سار موسمه الأول مع الفريق الألماني بشكل ممتاز إلا أنهم في نهايته خسروا لقب البطولة الألمانية لمصلحة بوروسيا دورتموند بفارق 5 نقاط، كما خسروا نهائي بطولة كأس ألمانيا أمام شالكه 04 4-2، والمرارة الكبرى كانت بخسارة لقب دوري أبطال أوروبا أمام ريال مدريد في النهائي 2-1، وعلى الرغم من أن الموسم انتهى بطريقة حزينة جداً، إلا أن لوسيو ترك انطباعاً ممتازاً عن أداءه ومستواه، في 2003 حاول نادي روما ضمه إلا أن الصفقة فشلت.

### بايرن ميونخ
في يونيو 2004، انضم لوسيو إلى بايرن ميونخ بعقد يمتد لـ 6 سنوات، وأصبح جزء لا يتجزء من التشكيلة الأساسية للفريق، وبعد اعتزال أوليفر كان قائد البايرن في 2008، تناوب لوسيو مع مارك فان بوميل على قيادة الفريق الألماني، لم تكن مسيرته مع البايرن ناجحة على الصعيد الأوروبي، إلا أنها كانت تجربة جيدة محلياً.

### إنتر ميلان
في يوليو 2009، انتقل لوسيو إلى إنتر ميلان الإيطالي، بعقد يمتد لـ 3 سنوات مع بطل الدوري الإيطالي الممتاز، لبس القميص رقم 6 و سجل أول أهدافه مع الإنتر في سبتمبر 2009 ضد نابولي، كما سجل في دور المجموعات في دوري أبطال أوروبا ضد دينامو كييف و أدرك التعادل لفريقه، وبعد فوزهم في النهائي على فريقه السابق بايرن ميونخ في نهائي دوري أبطال أوروبا 2010، حمل لوسيو الكأس، ومع ثنائية الدوري والكأس كان موسماً تاريخياً للاعب البرازيلي، في يونيو 2012 أعلن لوسيو أنه سيترك ناديه على الرغم من تبقى سنتين في عقده.

### يوفنتوس
في يوليو 2012، وقع لوسيو على عقد مع يوفنتوس لمدة عامين، في واحدة من أغرب قصص الميركاتو الإيطالي، خصوصاً بعدما فسخ لوسيو عقده مع إنتر ميلان بالتراضي ليلعب مع منافسه وحامل لقب الدوري يوفنتوس، في أغسطس 2012، فاز لوسيو بأول ألقابه مع السيدة العجوز بعد الفوز على نابولي في بطولة كأس السوبر الإيطالي.

## مسيرته الدولية
لعب لوسيو مع منتخب البرازيل لكرة القدم في كأس العالم لكرة القدم 2002، وقد لعب في جميع الدقائق ال630 في البطولة، ولم يخرج من الملعب، وفي كأس العالم لكرة القدم 2006 شارك لمدة 386 دقيقة دون أن يقوم بعمل أي ركلة حرة، ولكن هذا الرقم انكسر بعد إن التقى مع منتخب فرنسا لكرة القدم.
- شارك مع منتخب البرازيل في كأس القارات 2009، وأحرز هدف الفوز بالبطولة في مرمى منتخب الولايات المتحدة الأمريكية في المباراة النهائية التي انتهت بفوز البرازيل بنتيجة 3-2.
- وكانت بطولة كأس العالم لكرة القدم 2010 ثالث كأس عالم لللاعب، ولعب المباراة الأولى ضد كوريا الشمالية والتي فاز ب2-1 يوم 15 يونيو 2010 واعلن اعتزاله الدولي بعد نهاية كوبا أمريكا 2011

### الأهداف الدولية
| الهدف | التاريخ        | المكان                                                      | الخصم                    | الفارق | انتيجة | المسابقة               |
| ----- | -------------- | ----------------------------------------------------------- | ------------------------ | ------ | ------ | ---------------------- |
| 1.    | 9 فبراير 2005  | ملعب هونغ كونغ، هونغ كونغ، الصين                            | هونغ كونغ                | 1–0    | 7–1    | مباراة ودية            |
| 2.    | 12 نوفمبر 2005 | ستاد مدينة زايد الرياضية، أبو ظبي، الإمارات العربية المتحدة | الإمارات العربية المتحدة | 4–0    | 8–0    | مباراة ودية            |
| 3.    | 9 سبتمبر 2007  | سولدر فيلد, شيكاغو، الولايات المتحدة الأمريكية              | الولايات المتحدة         | 2–1    | 4–2    | مباراة ودية            |
| 4.    | 28 يونيو 2009  | ملعب إليس بارك، جوهانسبورغ، جنوب أفريقيا                    | الولايات المتحدة         | 3–2    | 3–2    | نهائي كأس القارات 2009 |

## الإنجازات
مع الأندية
- مع باير ليفركوزن :
  - بطل كأس رابطة ألمانيا:2004.
  - نهائي دوري أبطال أوروبا 2002.
  - نهائي كأس ألمانيا:2002.
- مع بايرن ميونيخ :

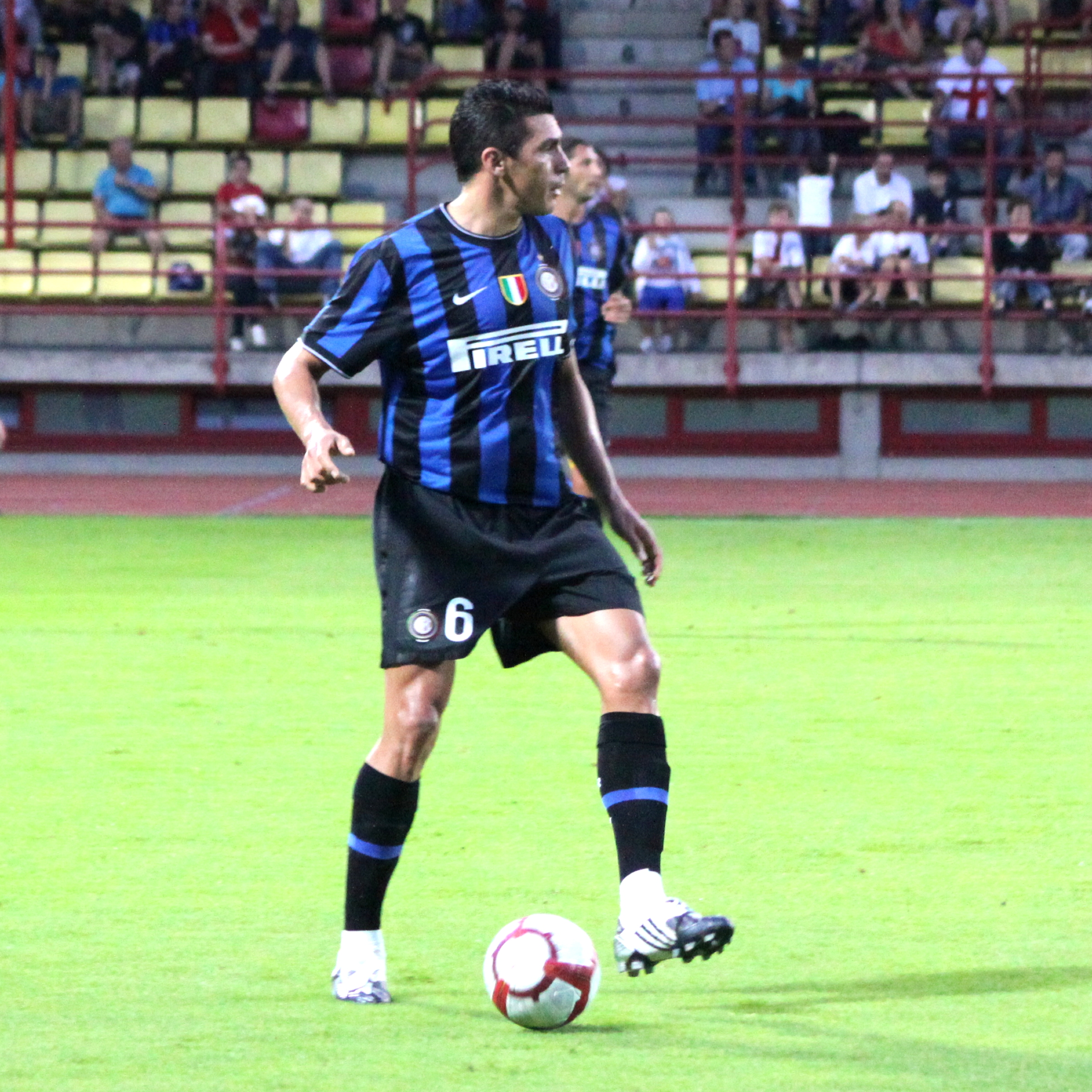
لوسيو بألوان نادي إنتر ميلان الإيطالي

  - بطل كأس ألمانيا:2005 ، 2006 ، 2008.
  - بطل كأس رابطة ألمانيا:2007.
- مع إنتر ميلان :
  - بطل كأس العالم لكرة القدم للأندية 2010.
  - بطل دوري أبطال أوروبا 2009-2010 .
  - بطل الدوري الإيطالي :2009/2010.
  - بطل كأس إيطاليا:2010.
  - بطل كأس السوبر الإيطالي:2010.
  - نهائي كأس السوبر الأوروبي :2010.
  - التشكيلة المثالية للفيفا 2010.

- مع يوفنتوس :
  - بطل كأس السوبر الإيطالي:2012.

مع المنتخبات
- مع منتخب البرازيل لكرة القدم :

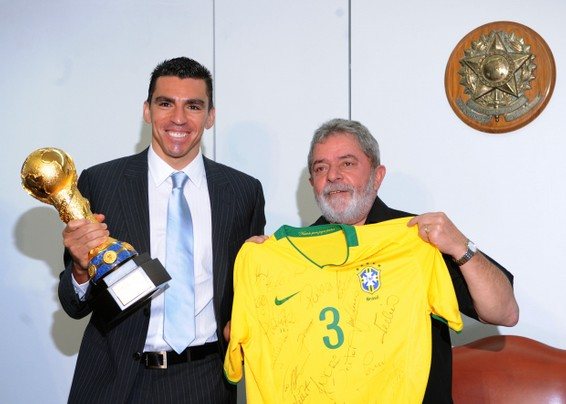
لوسيو مع الرئيس البرازيلي السابق لولا وهما يحملان كأس القارات سنة 2009

  - بطل بطولة كأس العالم لكرة القدم 2002 .
  - بطل كأس القارات 2009 .

شخصية
- - كأس القارات 2009 : جائزة اللعب النظيف .
  - كأس القارات 2009 : التشكيلة المثالية لموقع الفيفا .
  - التشكيلة المثالية للفيفا:2010 .

## وصلات خارجية
- لوسيو على موقع الاتحاد الدولي (مؤرشف)  (الإنجليزية)
- لوسيو على موقع الاتحاد الأوربي (الإنجليزية)
- لوسيو على موقع إي إس بي إن إف سي (الإنجليزية)
- لوسيو على موقع قاعدة بيانات كرة القدم.إي يو (الإنجليزية)
- لوسيو على موقع بيانات كرة القدم. دي إي (الألمانية)
- لوسيو على موقع ليكيب (الفرنسية)
- لوسيو على موقع ناشيونال فوتبول تيمز (الإنجليزية)
- لوسيو على موقع Soccerbase.com (لاعب) (الإنجليزية)
- لوسيو على موقع Soccerway.com (الإنجليزية)
- لوسيو على موقع عالم كرة القدم.نت (الإنجليزية)

- لوسيو... - الفيفا.(فرنسي)
- موقع ليفركوزن.(ألماني)
- توقيع لوسيو(ألماني)